# Oophaga lehmanni
Oophaga lehmanni är en groddjursart som först beskrevs av Myers och Daly 1976.  Oophaga lehmanni ingår i släktet Oophaga och familjen pilgiftsgrodor. IUCN kategoriserar arten globalt som akut hotad. Inga underarter finns listade i Catalogue of Life.

## Utseende
Oophaga lehmanni är 31 till 36 millimeter lång och mörkbrun eller svart till färgen. Den har två kraftigt färgade band runt kropp och ben vars färg kan variera från röd till gul och orange.

## Utbredning
Oophaga lehmanni har bara hittats på 850–1200 meters höjd på en lokal cirka 13 kilometer väster om staden Dagua i departementet Valle del Cauca i Colombia. Den är uppkallad efter den colombianska biologen Federico Carlos Lehmann.